# Augustaion

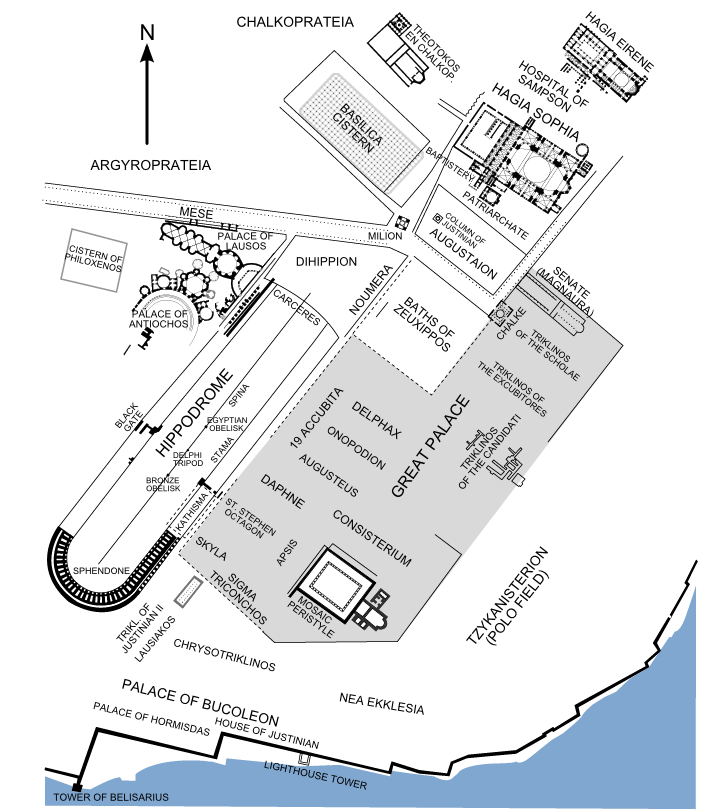
Lageplan

Das Augustaion (griechisch Αὐγουσταῖον, lateinisch Augusteum oder Augusteion) war ein Platz in Konstantinopel, welcher von seiner Errichtung während der Herrschaft von Kaiser Septimius Severus (193–211 n. Chr.) bis zu seinem Abriss im 16. Jahrhundert bestand. Ursprünglich war der Platz als Opsopoleion (gr. Όψοπωλεῖον) oder als Tetrastoon (gr. Τετράστοον) bekannt. Die erste Erwähnung des Namens Augusteum kommt aus einem Regionenverzeichnis Anfang des 5. Jahrhunderts. Er bezieht sich namentlich (lateinisch augustus, Kaiser bzw. kaiserlich) wohl auf Statuen der Kaiser Konstantin des Großen und Theodosius I.

## Lage
Die Platzanlage schließt südwestlich an die Hagia Sophia an und ist wegen der dort ehemals stehenden Justinian-Säule bekannt. In römischer Zeit befand sich das Augustaion ursprünglich außerhalb der Stadtmauern.

## Geschichte
Der Platz wurde beim Wiederaufbau Byzantions während der Herrschaft des Septimius Severus erbaut. Im 4. Jahrhundert wurde der Platz klar begrenzt durch die im Süden verlaufende Mese, die Hauptstraße Konstantinopels, durch die Erbauung der Tempel der Tyche und der Rhea im Westen und die Errichtung des Gebäudes (Magnaura) des Byzantinischen Senats im Osten und der Sophienkirche im Norden. Kaiser Konstantin der Große ließ auf dem Platz eine Statue seiner Mutter Helena, welche den Titel Augusta trug, und Kaiser Theodosius I. eine Silberstatue von sich selbst aufstellen.
In der Amtszeit des Stadtpräfekten Theodosios (459) wurde das Augustaion ausgebaut und vermutlich die den Platz umgebenden Kolonnaden errichtet. Zur Zeit von Kaiser Justinian I. wurden die benachbarten Gebäude während des Nika-Aufstandes (532) durch Brände zerstört. Kaiser Justinian ließ neben der nahe gelegenen Hagia Sophia auch das Augustaion renovieren und ausbauen: So ließ er den Platz mit Platten pflastern, durch zweigeschossige Hallenbauten umgeben und die Statue Thesodosius' I. durch die ca. 35 Meter hohe Justinian-Säule ersetzen. Im 7. Jahrhundert entstand an der südöstlichen Seite ein Amtsgebäude des Patriarchen von Konstantinopel, welches bis ins 16. Jahrhundert bestand.
Um 1200 wurden die Tore des Augustaions während der Revolte des Gegenkaisers Johannes Komnenos zerstört. Im 13. Jahrhundert wurde im Zuge der Plünderung von Konstantinopel (1204) im Vierten Kreuzzug durch die Kreuzfahrer das Augustaion geplündert und weitgehend verwüstet. Nach der Rückeroberung von Konstantinopel 1261 wurde das Augustaion als Vorhof der Hagia Sophia eingegliedert. Nach einem Sturm im Jahr 1316 ordnete Kaiser Andronikos II. eine Restaurierung des Platzes und der Justinian-Säule an. 
In den letzten Jahren des Byzantinischen Reichs war der Platz ziemlich heruntergekommen. Nach der Eroberung Konstantinopels 1453 soll auf dem Augustaion an der Justinian-Säule angeblich der Kopf des letzten Kaisers Konstantin XI. ausgestellt worden sein. Während der osmanischen Zeit wurden die Statuen im Verlauf des 15. und 16. Jahrhunderts entfernt und der Platz mit einer Zisterne und Türben osmanischer Sultane bebaut. So endete die Nutzung als Platzanlage.

## Funktion
Der Platz diente ursprünglich wohl als wirtschaftliches Zentrum Byzantions. Später erfüllte der Platz eine wichtige Rolle als Ort des öffentlichen Lebens in Konstantinopel, womit er dank seiner Lage zwischen Kaiserpalast, Hagia Sophia, den Zeuxippus-Thermen und seiner Nähe zum Hippodrom lange Zeit das Zentrum der Stadt war. So bezeichnet Prokopios von Caesarea das Augustaion als Agora, was darauf deutet, dass der Platz zur Zeit Justinians I. immer noch als zentraler Fest-, Markt- und Versammlungsplatz galt. Nach der Ummauerung des Augustaions während der Restaurierungen nach dem Nika-Aufstand war das Augustaion der Öffentlichkeit zunehmend versperrt. Der Platz diente in der Zeit nach Justinian hauptsächlich als kaiserlicher und kirchlicher Ort zur Austragung von Zeremonien. Nach der Rückeroberung von Konstantinopel 1261 diente das Augustaion nur mehr als Vorhof der Hagia Sophia, war jedoch bis zu seinem Ende ein zentraler Austragungsort für Festlichkeiten.